# 바이칼 지구대

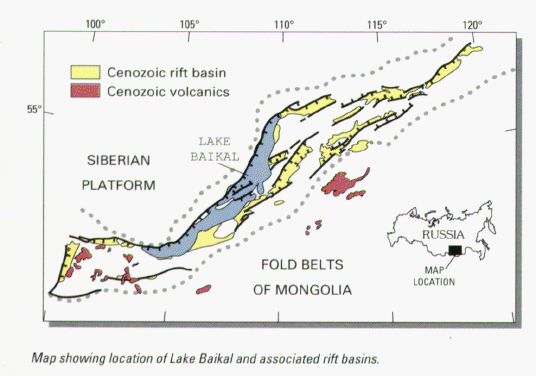
바이칼 지구대

바이칼 지구대(Baikal Rift Zone)는 러시아 남동쪽 바이칼호 아래에 위치한 발산 경계이다. 서쪽에는 유라시아 판이 위치하며, 동쪽에서는 아무르 판이 지구대에서 태평양 쪽으로 1년에 4 mm 씩 이동하고 있다.
다른 발산 경계부들과 마찬가지로 바이칼 지구대의 지각은 얇고 마그마가 지표 가까이에 존재한다. 따라서 온천이 지면과 호수 바닥에서 발견되지만, 아직 호수의 바로 근처에서 화산 활동의 증거는 확인되지 않고 있다. 하지만 바이칼 지구대 인근 지역에서는 지질학적인 시간을 기준으로 최근에 지구대와 관련된 화산이 활동한 적이 있다. 이 화산 활동이 일어난 곳들은 바이칼 호의 북쪽 끝에서 동북동 쪽으로 400 km 거리에 있는 우도칸 고원, 바이칼 호의 남서쪽 끝에서 서남서 쪽으로 200 km 거리에 있는 오카 고원, 바이칼 지구대에서 동쪽으로 200 km 거리에 있는 비팀 고원이다.
바이칼 지구대는 동아프리카 지구대와 함께 지구에서 단 두개뿐인 대륙 지각에 존재하는 발산 경계이다.

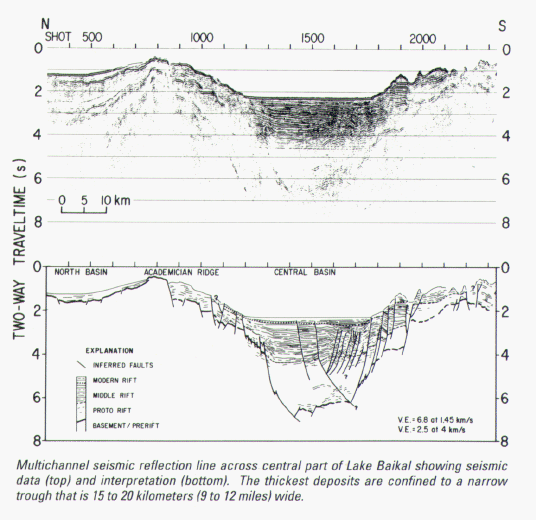
미국 지질조사국의 바이칼 지구대 탄성파 탐사 결과

## 같이 보기
- 열개지